# Армавирский округ
Армавирский округ — административно-территориальная единица Северо-Кавказского края (до 16 ноября 1924 года Юго-Восточной области) РСФСР, существовавшая в 1924—1930 годах. Центр округа — город Армавир.
Армавирский округ был образован 2 июня 1924 года из большей части Армавирского отдела Кубано-Черноморской области.
Первоначально округ был разделён на 12 районов:
- Армавирский район
- Вознесенский
- Григориполисский
- Каменнобродский
- Кропоткинский
- Курганинский
- Лабинский
- Невинномысский
- Новоалександровский
- Отрадненский
- Петропавловский
- Успенский

1 мая 1926 года в Армавирский округ из Карачаево-Черкесской АО был передан Баталпашинский район.
13 февраля 1928 года Лабинский район был передан в состав Майкопского округа.
27 февраля 1928 года из части территории Кропоткинского района образован Ванновский немецкий национальный район.
6 ноября 1929 года были упразднены Вознесенский, Григориполиский, Каменнобродский, Петропавловский и Успенский районы, их территории разделены между оставшимися районами.
30 июля 1930 года Армавирский округ, как и большинство остальных округов СССР, был упразднён. Его районы отошли в прямое подчинение Северо-Кавказского края.

## Население
Население округа в 1926 году составляло 927 392 человек (в том числе городское — 153 663 чел.). Из них русские — 59,8 %; украинцы — 33,1 %; немцы — 2,4 %; армяне — 2,1 %.